# Gloria y Peluca
Gloria y Peluca es una zarzuela compuesta por Francisco Asenjo Barbieri y libreto de José de la Villa del Valle. Ambos confirmaron con esta obra la música nacional frente a la popular tradición italiana, creando el primer éxito del compositor. Así mismo, supone también el triunfo de la reforma de la zarzuela junto a Colegialas y soldados y El Duende. Se estrenó el 9 de marzo de 1850 en el Teatro Variedades. 

## Tabla de personajes principales
| Personaje                 | Tesitura | Reparto del estreno, 9 de marzo de 1850 |
| ------------------------- | -------- | --------------------------------------- |
| María, oficial de sastre  | Soprano  | Adelaida Latorre                        |
| Marcelo Pelusa, peluquero | Barítono | Francisco Salas                         |
| Coro oficialas del sastre |          |                                         |
| Coristas del Circo        |          |                                         |

## Listado de números musicales
Acto I:
- Introducción orquestal
- N.º 1 Coro inicial y Marcelo, “Esta peluca”
- N.º 2 Aria de Marcelo y coro, “Empieza el Rey de Marruecos”
- N.º 3 Seguidillas, María y Marcelo,  “Dejad al pensamiento”
- N.º 4 Dúo de María y Marcelo, “Cosiendo todo el día”
- N.º 5 María y coro de oficialas del sastre, “Para un asunto importante”
- N.º 6 Terceto de Marcelo que interpreta tres registros, “Tened piedad señor de un infelice”
- N.º 7 Solistas y coro general, “Subamos, subamos, pasó ya la hora”

## Contexto
La búsqueda de un estilo puramente español llevó a la modificación de elementos de obras líricas españolas que no llegaron a consolidar una forma definida. La brecha se abrió con la llegada de París de Rafael Hernando y el estreno de Colegialas y Soldados, que bebe de la opéra comique francesa creando una nueva forma y por tanto una nueva etapa en la zarzuela. La consolidación del género y el éxito de la obra consiguieron que naciese una empresa dedicada a promoverlo. El género de la zarzuela grande alcanzó un nuevo éxito con El duende de Rafael Hernando en el teatro Variedades (Teatro de la Comedia). Gloria y Peluca es la primera obra de Francisco Asenjo Barbieri en este género, que gracias a su éxito condujo al grupo de compositores de la nueva zarzuela, la Sociedad Artístico-Musical, a un teatro más grande, el Teatro del Circo y a la llegada del género a un público mucho más numeroso. 

## Argumento
Gloria y Peluca es la historia de dos personajes, María y Marcelo Pelusa. Él, peluquero, está obsesionado con conseguir la fama con una ópera que ha compuesto, El rey de Marruecos. A pesar del amor que siente por Marcelo, María no está dispuesta a soportar la manía musical de Marcelo y quema sus partituras. El argumento transcurre entre dúos o aportaciones solistas de los protagonistas, sencillas, cómicas y de gran humor. 

## Comentario
Barbieri nos presenta esta zarzuela como una ruptura con la tradición italiana, que impregnaba la vida musical impidiendo la consolidación de la música nacional. Así lo denunció también en el Conservatorio madrileño fundado por la reina María Cristina, de origen napolitano, al que acusaba de centrar la enseñanza del canto al estilo italiano. Gloria y Peluca bebe de la tradición italiana y la zarzuela chica española, de la que se derivan sus recursos restringidos: dos personajes y un solo acto. A pesar de esta presentación sencilla, los números musicales se tratan al modo de la zarzuela grande renovada, son estructuralmente complejos.  Esta influencia se deja ver en cada número, que podemos interpretar como dos secciones que se alternan y se contraponen: comienza con una introducción instrumental en dos secciones que se deriva de la tradición italiana, y continúa con otra sección cuya influencia principal es la música popular española. Desde este momento, Barbieri nos presenta los dos polos por lo que se moverá el espectáculo, parodiando lo italiano como modelo para favorecer la creación de un teatro nacional. Los dos protagonistas también ejemplifican el contraste entre lo italiano y lo español, el primero materializado en Marcelo Pelusa, y el segundo en el personaje de María. En cuanto a las seguidillas, Barbieri incorpora el carácter de la calle, que enriquece conservando su carácter espontáneo, y las que se escuchan en los salones burgueses. Este tipo de lenguaje es el que conformará la línea de la tradición nacional posterior. Algunos números de los protagonistas se conjugan con el coro, al que da un tratamiento que sigue la línea de Rossini, y este forma se seguirá utilizando en sus composiciones posteriores. Emplea el coro como una asociación gremial, las oficialas de sastre, que convertirá como característica típica del género. Además, lo emplea como herramienta estructural y de atracción, ya que el público esperaba su aparición. En Gloria y Peluca, tal como destaca la crítica, lo más destacado es su música, donde la orquestación cumple un papel muy importante, independiente de la voz. El éxito de sus números musicales se traduce de la espontaneidad de sus melodías, fáciles y alegres, que permanecían en la memoria del público que continuaba cantándolas después del espectáculo.